# Élisabeth Bourgois
 (février 2012).
Si vous disposez d'ouvrages ou d'articles de référence ou si vous connaissez des sites web de qualité traitant du thème abordé ici, merci de compléter l'article en donnant les références utiles à sa vérifiabilité et en les liant à la section « Notes et références ».
Élisabeth Bourgois, née le 10 août 1950 à Templeuve (Nord) en France est un écrivain français, présidente de "Ecrivains des Hauts-de-France", membre sociétaire de la SGDL (Société des gens de lettres) et vice-présidente de l'AR2L (Agence Régionale du Livre et de la Lecture des Hauts de France)

## Biographie
Écrivain du Nord, Élisabeth Bourgois est la troisième d'une fratrie de huit enfants (six filles et deux garçons). Son père Jean Gadenne était tanneur, sa mère, Jeanne-Marie Liénart, au foyer, était la nièce du cardinal Liénart. Après sa scolarité à l'Institution Notre-Dame-de-la-Treille à Lille (maintenant Notre-Dame-de-la-Paix), elle fait des études d'infirmière et obtient son DE en octobre 1972. Embauchée dans la nouvelle clinique de la Louvière à Lille en service de chirurgie digestive, elle en est nommée surveillante en août 1973.
Elle se marie en octobre 1975 avec Jean-Luc Bourgois de Wattrelos dans le Nord (décédé en 2014). Elle met au monde six enfants (une fille et cinq garçons). Elle choisit de continuer son métier en l'harmonisant avec sa vie de mère de famille : elle est monitrice à l'école d'infirmières de la Catho de Lille pendant deux ans, puis fait des vacations dans divers services hospitaliers pour maintenir ses connaissances de soignante. C'est certainement ce métier qui a profondément influencé son écriture, grâce à la découverte infinie des comportements humains.
Passionnée de musique, elle organise plusieurs spectacles musicaux pour enfants et aussi de nombreux concerts de musique classique.
En 1995, elle écrit son premier roman : La nouvelle peste sur le sujet du sida, paru aux Éditions du Triomphe et immédiatement récompensé par le Prix Saint-Exupéry Valeurs jeunesse. Depuis, de nombreux autres ouvrages ont vu le jour principalement des romans sur des sujets de société ou des romans historiques.
Depuis 2011, à la suite du sujet de ses romans, on lui commande les textes et scénarios de spectacles vivants, historiques, artistiques, musicaux.
Elle a été présidente du Prix Ouest Jeunesse en 2009, et présidente du jury du Prix « Plumes de femmes en Côte d'Opale » en 2013 - 2014.
A travers la richesse et la diversité de son expression littéraire, accessible à un large lectorat, on décèle un réel Humanisme contemporain, et on pourrait dire que la construction de ses récits, la mise en place des personnages et les situations de leur vie quotidienne font qu’Elisabeth Bourgois est très proche des écrivains réalistes des XIXe et XXe siècles, tel Balzac, Flaubert, Zola, Bernanos, Mauriac ou Van-Der-Meersch, tant elle aime représenter la réalité et fouiller le vrai.
Elle est Chargée de cours pour le nouveau Master "scénario d'histoire vivante" de l'ICES (La Roche-sur-Yon) 